# Alfred Bruyas
Alfred Bruyas (ur. 15 sierpnia 1821 w Montpellier, zm. 1 stycznia 1877 tamże) – francuski kolekcjoner i mecenas sztuki.

## Życiorys
Urodzony jako Jacques Louis Bruyas był synem zamożnego bankiera z Montpellier. Sztuką interesował się od dzieciństwa, a od 1840 roku kształcił się w pracowni malarza Charlesa Mateta, który od 1837 roku był kuratorem w Muzeum Montpellier (obecnie Musée Fabre). W 1846 wyjechał do Włoch i zachęcany przez przyjaciół poświęcił się mecenatowi i gromadzeniu dzieł współczesnych mu artystów. Spotkał się z niezrozumieniem ze strony rodziny, od której był zależny finansowo, i której fortunę wydawał. Cierpiał na reumatyzm i gruźlicę, a ponadto borykał się z konfliktem wewnętrznym pomiędzy skutkami rygorystycznego wychowania a wolnością i bogactwem duchowym, które znajdował wśród przyjaciół artystów. Korzystał z przywilejów burżuazji, jednocześnie marząc o „nowej epoce, w której wszystko się w końcu zbliża, bogaci i biedni, szczęśliwi czy nieszczęśliwi”. Interesował się malarstwem akademickim i romantycznym, odkrył Gustave’a Courbeta, za jego namową Frédéric Bazille podjął karierę artystyczną. Do swojej kolekcji włączał dzieła o różnej estetyce, tak aby oferowała pełną panoramę współczesnej mu sztuki. Swoje zbiory przekazał rodzinnemu miastu Montpellier. 
Na swoich portretach przedstawiali go m.in. Alexandre Cabanel, Gustave Courbet i Auguste-Barthélemy Glaize.